# جون فرد
جون فرد (بالإنجليزية: John Fred)‏ هو مغن مؤلف أمريكي، ولد في 8 مايو 1941 في باتون روج في الولايات المتحدة، وتوفي في 14 أبريل 2005 في نيو أورلينز في الولايات المتحدة بسبب اعتلال الكلية.

## وصلات خارجية
- جون فرد على موقع ميوزك برينز (الإنجليزية)
- جون فرد على موقع ميوزك برينز (الإنجليزية)
- جون فرد على موقع ديسكوغز (الإنجليزية)